# Marley meg én (film)
A Marley meg én (Marley & Me) egy 2008-as amerikai családi film, melyet David Frankel rendezett. A forgatókönyvet Scott Frank és Don Roos írta, John Grogan azonos című regénye alapján. A főbb szerepekben Owen Wilson és Jennifer Aniston látható, mint a címszereplő zsemleszínű labrador retriever kan, „a világ legrosszabb kutyája” gazdái.
2008. december 25-én mutatták be az Amerikai Egyesült Államokban és Kanadában, a film rögtön rekordbevételt ért el a karácsonyi bemutatók között.

## Cselekmény
|  | Alább a cselekmény részletei következnek! |

Egy fiatal amerikai pár kutyát szeretne, hosszas gondolkozás után egy labrador retrieverre esett a választásuk. A tenyésztő az egyik kiskutyát feltűnően olcsón adja, végül rá esik a választásuk. Csak később derül ki, hogy nem véletlenül volt olyan olcsó. Marley egy telhetetlenül falánk, szófogadatlan, hiperaktív kutya lett, akivel az élet egy fedél alatt nem éppen könnyű. Mindent lever, mindent megrág, széttép, tönkretesz.  Amikor a fiataloknak kisbabájuk születik kiderül, hogy milyen nehéz „a világ legrosszabb kutyájával” és egy kisbabával élni egy kis házban. Amikor már a következő két baba is világra jön, egyre gyakrabban gondolkoznak azon, hogy meg kellene válniuk a mindent leverő és szétszaggató kutyától, de nem viszi rá őket a lélek. Utóbb, amikor anyagilag már jobban állnak, egy nagyobb, medencés házba költöznek, ahol sokkal jobban elférnek. Később onnan is elköltöznek északra, egy erdőben álló régi házba. Gyorsan telnek az évek, a gyermekek megnőnek és Marley megöregszik. Egy nap a túl falánk evéstől gyomorcsavarodást kap. Az orvos megmenti az életét, de figyelmezteti őket, a következő esetleg el fogja vinni. Pár hónap múlva ismét bekövetkezik a baj. Marley a falánk evéstől újra megbetegszik, egyre rosszabbul van, majd elmegy az erdőbe meghalni. A gazdája megtalálja és rögtön orvoshoz viszi, de a kezelés ellenére a kutya nem lesz jobban, végül az állatorvos kénytelen elaltatni. Halálakor döbbennek rá, hogy „a világ legrosszabb kutyája” valójában egy csodálatos társ volt.
|  | Itt a vége a cselekmény részletezésének! |

## Szereplők
| Szerep                | Színész                       | Magyar hang     |
| --------------------- | ----------------------------- | --------------- |
| John Grogan           | Owen Wilson                   | Széles László   |
| Jennifer Grogan       | Jennifer Aniston              | Kökényessy Ági  |
| Sebastian Tunney      | Eric Dane                     | Posta Victor    |
| Arnie Klein           | Alan Arkin                    | Végvári Tamás   |
| Debbie                | Haley Hudson                  | Kovács Patrícia |
| Lisa                  | Haley Bennett                 | F. Nagy Erika   |
| Ms. Kornblut          | Kathleen Turner               | Bokor Ildikó    |
| Dr. Platt, állatorvos | Ann Dowd                      |                 |
| Patrick Grogan        | Nathan Gamble (tízévesen)     | Czető Ádám      |
| Patrick Grogan        | Bryce Robinson (hétévesen)    |                 |
| Patrick Grogan        | Dylan Henry (háromévesen)     |                 |
| Conor Grogan          | Finley Jacobsen (nyolcévesen) | Glósz András    |
| Conor Grogan          | Ben Hyland (ötévesen)         |                 |
| Colleen Grogan        | Lucy Merriam (ötévesen)       | Kiss Bernadett  |
| Clarke Peters         | újságszerkesztő               | Bognár Tamás    |